# Renoncule de Séguier
Ranunculus seguieri
Espèce
Classification phylogénétique
La Renoncule de Séguier (Ranunculus seguieri) est une espèce de petite plante herbacée vivace orophyte (5 à 15 cm) de la famille des Renonculacées.

## Description
Grandes fleurs (2 à 2,5 cm) aux pétales d'un blanc pur, aux sépales glabres, ce qui la distingue de la renoncule des glaciers (Ranunculus glacialis).

## Habitat
Rocailles, éboulis, pelouses humides entre 1 800 et 2 400 m. Fleurit en juin et juillet.

## Distribution
En France : Alpes du Dauphiné et de la Provence.
En Europe : Alpes italiennes, Apennins et Carinthie.